# ديدان شريطية
الديدان الشريطية أو الشراطيات أو المِنْطَقِيّات (بالإنجليزية: Cestoda أو Tapeworm)‏ أو الشريطية أو أشباه الشريطيات أو سيستودا هي الديدان المسطحة التي تشبه الشريط في شكلها الخارجي. 
ويتكون جسمها من العديد من القطع الجسمية، وتعيش هذه الديدان البالغة في القناة الهضمية للمضيف النهائي، وتتواجد المراحل اليرقية في الأنسجة المختلفة للعائل الوسطي.